# دنت د فولیران
دنت د فولیران (به لاتین: Dent de Folliéran) یک کوه در سوئیس است که در کانتون فریبورگ واقع شده‌است. دنت د فولیران ۲٬۳۴۰ متر بالاتر از سطح دریا واقع شده‌است.